# Celenza Valfortore
Celenza Valfortore là một đô thị thuộc tỉnh Foggia trong vùng des Puglia của Ý. Đô thị này có diện tích 66 km², dân số 1984 người.
Đô thị này giáp với các đô thị sau: Carlantino, Casalnuovo Monterotaro, Gambatesa, Macchia Valfortore, Motta Montecorvino, Pietramontecorvino, San Marco la Catola, Tufara, Volturara Appula.